# St. George's FC
St. George's FC je maltský fotbalový klub z Ta' Qali.

## Trofeje
- Maltská Premier League (1×)[2]
  - 1916/17